# Liste der Kulturdenkmäler in Nieder-Wiesen
In der Liste der Kulturdenkmäler in Nieder-Wiesen sind alle Kulturdenkmäler der rheinland-pfälzischen Ortsgemeinde Nieder-Wiesen aufgeführt. Grundlage ist die Denkmalliste des Landes Rheinland-Pfalz (Stand: 25. März 2025).

## Denkmalzonen
| Bezeichnung                                 | Lage                                                          | Baujahr | Beschreibung | Bild                           |
| ------------------------------------------- | ------------------------------------------------------------- | ------- | --- | ------------------------------ |
| Denkmalzone ehemaliges Hunolsteiner Schloss | Schlossgasse 1, 9, 11, Marktstraße 1, 3, 5, Marktplatz 3 Lage | um 1725 | ehemaliger Schlossbezirk im Westen und Norden vom Wiesbach, anschließend vom Marktplatz und im Süden und Osten von Schlossgasse bzw. Marktstraße umgriffen; Herrenhaus (Schlossgasse 1), um 1725, nach Zerstörung 1796 eingeschossiger Putzbau mit Satteldach; innen geräumiger Vorplatz mit Treppenhaus, Wohnräume mit reichen Stuckdecken; ehrenhofartig angeordnete Flügel der im Kern barocken Ökonomie; Hofeinfahrt bogenförmig flankiert von Pferdestall und Remise; im Norden großes Stallgebäude mit dreischiffigem Kreuzgratgewölbestall, Mitte des 19. Jahrhunderts; ausgedehnte Gartenanlage; aussagekräftiges Zeugnis für die gehobene Wohnkultur des ländlichen Niederadels in der späten Barockzeit | BW                             |
| Denkmalzone Jüdischer Friedhof              | südöstlich oberhalb des Ortes; Flur Kahlenberg Lage           | ab 1800 | älterer Teil mit etwa 20 oft umgestürzten Stelen (Mazevoth), ab 1800; jüngerer Teil mit 42 Steinen in Reihen, Belegung von 1869 bis 1934/35 | weitere Bilder Fotos hochladen |

## Einzeldenkmäler
| Bezeichnung         | Lage                                        | Baujahr         | Beschreibung | Bild                                    |
| ------------------- | ------------------------------------------- | --------------- | --- | --------------------------------------- |
| Evangelische Kirche | Kirchgasse 1 Lage                           | 1723            | barocker Saalbau, 1723; mit Ausstattung; vor dem Portal drei barocke Grabsteine, 18. Jahrhundert | Fotos hochladen                         |
| Hofanlage           | Kirchplatz 3 Lage                           | 1801            | Vierseithof; nachbarockes Wohnhaus von 1801; ehemaliger Stall mit Ohrenportal, bezeichnet 1720; Westflügel über älterem Keller wiederaufgebaut; querliegende Bruchsteinscheune | BW                                      |
| Wasserbehälter      | Kriegsfelder Straße, am westlichen Ortsrand | 1927            | gotisierender Bossenquaderbau, 1927 am westlichen Ortsrand erbaut | Direkt Bild zu diesem Denkmal hochladen |
| Kriegerdenkmal      | Kriegsfelder Straße, gegenüber Nr. 13 Lage  | 1929            | Kriegerdenkmal 1914/18, stelenartiger Granitfindling auf Felssockel mit Relief des Eisernen Kreuzes, bezeichnet 1929, bauzeitliche Einfriedung | BW                                      |
| Grabmäler           | Rödelgasse, auf dem Friedhof Lage           | ab 1857         | Grabmäler Heinrich Engisch († 1857), Karolina Wilhelmina Engisch († 1903) und Anna Marg. Engisch († 1877), jeweils gebrochene Säule mit Draperie; Grabmäler Katharina Dürkes († 1862) und Maria Engisch († 1897), ähnlich, jeweils auf Postament; Grabmal Anna Harl[…?] geborene Engisch († 1900), derselbe Typ, mit Blütenkranz; Grabmal Philipp Mees († 1903), Ädikulatyp mit vegetabilischer Bekrönung; Grabmal Jakob und Karl Dautermann († 1904 bzw. 1910), klassizierend, mit Henkelvasenaufsatz; Grabmal Eheleute Daniel Krauter († 1906), neugotisch mit Vasenaufsatz; Grabmal Eheleute Karl Schwab († 1914), reicher gebrochener Giebel mit Kreuz, Anker und Flammenherz | BW                                      |
| Neumühle            | nördlich des Ortes am Wiesbach Lage         | 19. Jahrhundert | spätklassizistische Mühlen- und Wohnhaus mit Kniestock, Sandsteinquaderbau, bezeichnet 1903; Spolie: barocker Reliefstein (Allianzwappen der Hunolsteiner); Mühlentechnik und Mühlkanal intakt; Scheune, bezeichnet 1841 | BW                                      |